# John Machin
John Machin (1680 – Londra, 9 giugno 1751) è stato un matematico e astronomo inglese.
È noto soprattutto per aver sviluppato, nel 1706, una formula per il calcolo di pi greco, con la quale calcolò pi con 100 cifre decimali.
{\displaystyle {\frac {\pi }{4}}=4\tan ^{-1}{\frac {1}{5}}-\tan ^{-1}{\frac {1}{239}}}
Il vantaggio di questa formula, derivata dalla formula di Leibniz, è quello di essere rapidamente convergente. Questa, ed altre formule da essa derivate, furono la base per il calcolo di pi greco fino all'avvento del computer.
Fu segretario della Royal Society dal 1718 al 1747, e professore di astronomia al Gresham College di Londra dal 1713.
Fece parte della Commissione che nel 1712 esaminò la disputa Leibniz-Newton.
Nel 1728 fu elencato come uno dei contributori alla Cyclopaedia di Chambers.